# الله أباد (تيران وكرون)
الله أباد هي قرية في مقاطعة تيران وكرون، إيران. عدد سكان هذه القرية هو 89 في سنة 2006.